# Championnat du monde d'endurance FIA 2025
Navigation
WEC 2024 WEC 2026
Le Championnat du Monde d'Endurance FIA 2025 est la treizième édition du championnat du monde d'endurance FIA, une compétition automobile coorganisée par la Fédération internationale de l'automobile (FIA) et l'Automobile Club de l'Ouest (ACO).

## Repères de début de saison
À la suite de l'annonce de la reprise de son programme en endurance en octobre 2023, Aston Martin fait son entrée dans la catégorie Hypercar avec son Aston Martin Valkyrie AMR-LMH.
En mars 2024, Cadillac et Chip Ganassi Racing annoncent la fin de leur collaboration à la fin de cette même année. Après des semaines de rumeurs, Cadillac et Hertz Team Jota officialisent, en août 2024, leur partenariat pour la saison 2025. Le constructeur américain engagera deux voitures (au lieu d'une seule les deux saisons précédentes).
En juin 2024, l'Automobile Club de l'Ouest (ACO) et la Fédération Internationale de l'Automobile (FIA) annoncent l'obligation, pour chaque constructeur, d'engager deux voitures sur une saison entière à partir de 2025. Cette nouvelle règle ne concerne que les équipes d'usine et non les équipes clientes.

## Calendrier
Le calendrier a été annoncé le 14 juin 2024, lors du week-end des 24 Heures du Mans 2024. Le calendrier reste inchangé par rapport à 2024, avec le circuit d'Imola figurant au programme au moins jusqu'en 2028, le circuit s'engageant à construire des garages supplémentaires dans les stands.
| M°       | Course                        | Circuit                                 | Date                 | Lieu des courses FIA WEC 2025 |
| -------- | ----------------------------- | --------------------------------------- | -------------------- | --- |
| Prologue | Prologue                      | Circuit international de Losail, Losail | 21 et 22 Février     | [[Fichier:World location map (equirectangular 180).svg\|400px\|{{#if:\|{{{alt}}}\|Championnat du monde d'endurance FIA 2025 est dans la page Monde.]]Losail Imola Spa Le Mans São Paulo Austin Fuji Sakhir |
| 1        | 1812 km du Qatar              | Circuit international de Losail, Losail | 26 Février au 1 Mars | [[Fichier:World location map (equirectangular 180).svg\|400px\|{{#if:\|{{{alt}}}\|Championnat du monde d'endurance FIA 2025 est dans la page Monde.]]Losail Imola Spa Le Mans São Paulo Austin Fuji Sakhir |
| 2        | 6 Heures d'Imola              | Autodromo Enzo e Dino Ferrari           | 18 au 20 avril       | [[Fichier:World location map (equirectangular 180).svg\|400px\|{{#if:\|{{{alt}}}\|Championnat du monde d'endurance FIA 2025 est dans la page Monde.]]Losail Imola Spa Le Mans São Paulo Austin Fuji Sakhir |
| 3        | 6 Heures de Spa-Francorchamps | Circuit de Spa-Francorchamps            | 8 au 10 Mai          | [[Fichier:World location map (equirectangular 180).svg\|400px\|{{#if:\|{{{alt}}}\|Championnat du monde d'endurance FIA 2025 est dans la page Monde.]]Losail Imola Spa Le Mans São Paulo Austin Fuji Sakhir |
| 4        | 24 Heures du Mans             | Circuit des 24 Heures                   | 11 au 14 Juin        | [[Fichier:World location map (equirectangular 180).svg\|400px\|{{#if:\|{{{alt}}}\|Championnat du monde d'endurance FIA 2025 est dans la page Monde.]]Losail Imola Spa Le Mans São Paulo Austin Fuji Sakhir |
| 5        | 6 Heures de São Paulo         | Autodromo José Carlos Pace              | 11 au 13 Juillet     | [[Fichier:World location map (equirectangular 180).svg\|400px\|{{#if:\|{{{alt}}}\|Championnat du monde d'endurance FIA 2025 est dans la page Monde.]]Losail Imola Spa Le Mans São Paulo Austin Fuji Sakhir |
| 6        | Lone Star Le Mans             | Circuit des Amériques, Austin TX        | 5 au 7 Septembre     | [[Fichier:World location map (equirectangular 180).svg\|400px\|{{#if:\|{{{alt}}}\|Championnat du monde d'endurance FIA 2025 est dans la page Monde.]]Losail Imola Spa Le Mans São Paulo Austin Fuji Sakhir |
| 7        | 6 Heures de Fuji              | Fuji Speedway                           | 26 au 28 Septembre   | [[Fichier:World location map (equirectangular 180).svg\|400px\|{{#if:\|{{{alt}}}\|Championnat du monde d'endurance FIA 2025 est dans la page Monde.]]Losail Imola Spa Le Mans São Paulo Austin Fuji Sakhir |
| 8        | 8 Heures de Bahreïn           | Circuit international de Sakhir         | 6 au 8 Novembre      | [[Fichier:World location map (equirectangular 180).svg\|400px\|{{#if:\|{{{alt}}}\|Championnat du monde d'endurance FIA 2025 est dans la page Monde.]]Losail Imola Spa Le Mans São Paulo Austin Fuji Sakhir |

## Engagés

### Hypercar
| Écuries                   | Voitures              | Moteurs                             | Type    | P | N°  | Pilotes               | Manches |
| ------------------------- | --------------------- | ----------------------------------- | ------- | - | --- | --------------------- | ------- |
| Aston Martin THOR Team    | Aston Martin Valkyrie | Cosworth RA (en) 6.5 L V12          | LMH     | M | 007 | Tom Gamble            | 1→4     |
| Aston Martin THOR Team    | Aston Martin Valkyrie | Cosworth RA (en) 6.5 L V12          | LMH     | M | 007 | Harry Tincknell       | 1→4     |
| Aston Martin THOR Team    | Aston Martin Valkyrie | Cosworth RA (en) 6.5 L V12          | LMH     | M | 007 | Ross Gunn             | 1, 4    |
| Aston Martin THOR Team    | Aston Martin Valkyrie | Cosworth RA (en) 6.5 L V12          | LMH     | M | 009 | Alex Riberas          | 1→4     |
| Aston Martin THOR Team    | Aston Martin Valkyrie | Cosworth RA (en) 6.5 L V12          | LMH     | M | 009 | Marco Sørensen        | 1→4     |
| Aston Martin THOR Team    | Aston Martin Valkyrie | Cosworth RA (en) 6.5 L V12          | LMH     | M | 009 | Roman De Angelis      | 1, 4    |
| Porsche Penske Motorsport | Porsche 963           | Porsche 9RD (en) 4.6 L Turbo V8     | LMDh HY | M | 5   | Julien Andlauer       | 1→4     |
| Porsche Penske Motorsport | Porsche 963           | Porsche 9RD (en) 4.6 L Turbo V8     | LMDh HY | M | 5   | Michael Christensen   | 1→4     |
| Porsche Penske Motorsport | Porsche 963           | Porsche 9RD (en) 4.6 L Turbo V8     | LMDh HY | M | 5   | Mathieu Jaminet       | 1→2, 4  |
| Porsche Penske Motorsport | Porsche 963           | Porsche 9RD (en) 4.6 L Turbo V8     | LMDh HY | M | 5   | Nico Müller           | 3       |
| Porsche Penske Motorsport | Porsche 963           | Porsche 9RD (en) 4.6 L Turbo V8     | LMDh HY | M | 6   | Kévin Estre           | 1→4     |
| Porsche Penske Motorsport | Porsche 963           | Porsche 9RD (en) 4.6 L Turbo V8     | LMDh HY | M | 6   | Laurens Vanthoor      | 1→4     |
| Porsche Penske Motorsport | Porsche 963           | Porsche 9RD (en) 4.6 L Turbo V8     | LMDh HY | M | 6   | Matt Campbell         | 1→2, 4  |
| Porsche Penske Motorsport | Porsche 963           | Porsche 9RD (en) 4.6 L Turbo V8     | LMDh HY | M | 6   | Pascal Wehrlein       | 3       |
| Proton Competition        | Porsche 963           | Porsche 9RD (en) 4.6 L Turbo V8     | LMDh HY | M | 99  | Neel Jani             | 1→4     |
| Proton Competition        | Porsche 963           | Porsche 9RD (en) 4.6 L Turbo V8     | LMDh HY | M | 99  | Nico Pino             | 1→4     |
| Proton Competition        | Porsche 963           | Porsche 9RD (en) 4.6 L Turbo V8     | LMDh HY | M | 99  | Nicolás Varrone       | 1→4     |
| Toyota Gazoo Racing       | Toyota GR010 Hybrid   | Toyota H8909 (en) 3.5 L Turbo V6    | LMH HY  | M | 7   | Mike Conway           | 1→4     |
| Toyota Gazoo Racing       | Toyota GR010 Hybrid   | Toyota H8909 (en) 3.5 L Turbo V6    | LMH HY  | M | 7   | Kamui Kobayashi       | 1→4     |
| Toyota Gazoo Racing       | Toyota GR010 Hybrid   | Toyota H8909 (en) 3.5 L Turbo V6    | LMH HY  | M | 7   | Nyck de Vries         | 1→4     |
| Toyota Gazoo Racing       | Toyota GR010 Hybrid   | Toyota H8909 (en) 3.5 L Turbo V6    | LMH HY  | M | 8   | Sébastien Buemi       | 1→4     |
| Toyota Gazoo Racing       | Toyota GR010 Hybrid   | Toyota H8909 (en) 3.5 L Turbo V6    | LMH HY  | M | 8   | Brendon Hartley       | 1→4     |
| Toyota Gazoo Racing       | Toyota GR010 Hybrid   | Toyota H8909 (en) 3.5 L Turbo V6    | LMH HY  | M | 8   | Ryō Hirakawa          | 1→4     |
| Cadillac Hertz Team Jota  | Cadillac V-Series.R   | Cadillac LMC55R (en) 5.5 L V8       | LMDh HY | M | 12  | Alex Lynn             | 1→4     |
| Cadillac Hertz Team Jota  | Cadillac V-Series.R   | Cadillac LMC55R (en) 5.5 L V8       | LMDh HY | M | 12  | Norman Nato           | 1→4     |
| Cadillac Hertz Team Jota  | Cadillac V-Series.R   | Cadillac LMC55R (en) 5.5 L V8       | LMDh HY | M | 12  | Will Stevens          | 1→4     |
| Cadillac Hertz Team Jota  | Cadillac V-Series.R   | Cadillac LMC55R (en) 5.5 L V8       | LMDh HY | M | 38  | Earl Bamber           | 1→4     |
| Cadillac Hertz Team Jota  | Cadillac V-Series.R   | Cadillac LMC55R (en) 5.5 L V8       | LMDh HY | M | 38  | Sébastien Bourdais    | 1→4     |
| Cadillac Hertz Team Jota  | Cadillac V-Series.R   | Cadillac LMC55R (en) 5.5 L V8       | LMDh HY | M | 38  | Jenson Button         | 1→4     |
| BMW M Team WRT            | BMW M Hybrid V8       | BMW P66/3 (en) 4.0 L Turbo V8       | LMDh HY | M | 15  | Kevin Magnussen       | 1→4     |
| BMW M Team WRT            | BMW M Hybrid V8       | BMW P66/3 (en) 4.0 L Turbo V8       | LMDh HY | M | 15  | Raffaele Marciello    | 1→4     |
| BMW M Team WRT            | BMW M Hybrid V8       | BMW P66/3 (en) 4.0 L Turbo V8       | LMDh HY | M | 15  | Dries Vanthoor        | 1→2, 4  |
| BMW M Team WRT            | BMW M Hybrid V8       | BMW P66/3 (en) 4.0 L Turbo V8       | LMDh HY | M | 20  | Robin Frijns          | 1→4     |
| BMW M Team WRT            | BMW M Hybrid V8       | BMW P66/3 (en) 4.0 L Turbo V8       | LMDh HY | M | 20  | René Rast             | 1→4     |
| BMW M Team WRT            | BMW M Hybrid V8       | BMW P66/3 (en) 4.0 L Turbo V8       | LMDh HY | M | 20  | Sheldon van der Linde | 1→2, 4  |
| Alpine Endurance Team     | Alpine A424           | Mecachrome V634 (en) 3.4 L Turbo V6 | LMDh HY | M | 35  | Paul-Loup Chatin      | 1→4     |
| Alpine Endurance Team     | Alpine A424           | Mecachrome V634 (en) 3.4 L Turbo V6 | LMDh HY | M | 35  | Ferdinand Habsburg    | 1→4     |
| Alpine Endurance Team     | Alpine A424           | Mecachrome V634 (en) 3.4 L Turbo V6 | LMDh HY | M | 35  | Charles Milesi        | 1→4     |
| Alpine Endurance Team     | Alpine A424           | Mecachrome V634 (en) 3.4 L Turbo V6 | LMDh HY | M | 36  | Jules Gounon          | 1→4     |
| Alpine Endurance Team     | Alpine A424           | Mecachrome V634 (en) 3.4 L Turbo V6 | LMDh HY | M | 36  | Frédéric Makowiecki   | 1→4     |
| Alpine Endurance Team     | Alpine A424           | Mecachrome V634 (en) 3.4 L Turbo V6 | LMDh HY | M | 36  | Mick Schumacher       | 1→4     |
| Ferrari AF Corse          | Ferrari 499P          | Ferrari F163 (en) 3.0 L Turbo V6    | LMH HY  | M | 50  | Antonio Fuoco         | 1→4     |
| Ferrari AF Corse          | Ferrari 499P          | Ferrari F163 (en) 3.0 L Turbo V6    | LMH HY  | M | 50  | Miguel Molina         | 1→4     |
| Ferrari AF Corse          | Ferrari 499P          | Ferrari F163 (en) 3.0 L Turbo V6    | LMH HY  | M | 50  | Nicklas Nielsen       | 1→4     |
| Ferrari AF Corse          | Ferrari 499P          | Ferrari F163 (en) 3.0 L Turbo V6    | LMH HY  | M | 51  | James Calado          | 1→4     |
| Ferrari AF Corse          | Ferrari 499P          | Ferrari F163 (en) 3.0 L Turbo V6    | LMH HY  | M | 51  | Antonio Giovinazzi    | 1→4     |
| Ferrari AF Corse          | Ferrari 499P          | Ferrari F163 (en) 3.0 L Turbo V6    | LMH HY  | M | 51  | Alessandro Pier Guidi | 1→4     |
| AF Corse                  | Ferrari 499P          | Ferrari F163 (en) 3.0 L Turbo V6    | LMH HY  | M | 83  | Phil Hanson           | 1→4     |
| AF Corse                  | Ferrari 499P          | Ferrari F163 (en) 3.0 L Turbo V6    | LMH HY  | M | 83  | Robert Kubica         | 1→4     |
| AF Corse                  | Ferrari 499P          | Ferrari F163 (en) 3.0 L Turbo V6    | LMH HY  | M | 83  | Yifei Ye              | 1→4     |
| Peugeot TotalEnergies     | Peugeot 9X8           | Peugeot X6H (en) 2.6 L Turbo V6     | LMH HY  | M | 93  | Paul di Resta         | 1→4     |
| Peugeot TotalEnergies     | Peugeot 9X8           | Peugeot X6H (en) 2.6 L Turbo V6     | LMH HY  | M | 93  | Mikkel Jensen         | 1→4     |
| Peugeot TotalEnergies     | Peugeot 9X8           | Peugeot X6H (en) 2.6 L Turbo V6     | LMH HY  | M | 93  | Jean-Éric Vergne      | 1→4     |
| Peugeot TotalEnergies     | Peugeot 9X8           | Peugeot X6H (en) 2.6 L Turbo V6     | LMH HY  | M | 94  | Loïc Duval            | 1→4     |
| Peugeot TotalEnergies     | Peugeot 9X8           | Peugeot X6H (en) 2.6 L Turbo V6     | LMH HY  | M | 94  | Malthe Jakobsen       | 1→4     |
| Peugeot TotalEnergies     | Peugeot 9X8           | Peugeot X6H (en) 2.6 L Turbo V6     | LMH HY  | M | 94  | Stoffel Vandoorne     | 1→4     |

 Coupe du Monde FIA des Équipes Hypercar

### LMGT3
| Écuries                | Voitures                     | Moteurs                               | P | N° | Pilotes                | Manches |
| ---------------------- | ---------------------------- | ------------------------------------- | - | -- | ---------------------- | ------- |
| Racing Spirit of Léman | Aston Martin Vantage GT3     | Aston Martin M177 (en) 4.0 L Turbo V8 | G | 10 | Eduardo Barrichello    | 1–4     |
| Racing Spirit of Léman | Aston Martin Vantage GT3     | Aston Martin M177 (en) 4.0 L Turbo V8 | G | 10 | Derek DeBoer           | 1–4     |
| Racing Spirit of Léman | Aston Martin Vantage GT3     | Aston Martin M177 (en) 4.0 L Turbo V8 | G | 10 | Valentin Hasse-Clot    | 1–4     |
| THOR Team              | Aston Martin Vantage GT3     | Aston Martin M177 (en) 4.0 L Turbo V8 | G | 27 | Mattia Drudi           | 1–4     |
| THOR Team              | Aston Martin Vantage GT3     | Aston Martin M177 (en) 4.0 L Turbo V8 | G | 27 | Ian James              | 1–4     |
| THOR Team              | Aston Martin Vantage GT3     | Aston Martin M177 (en) 4.0 L Turbo V8 | G | 27 | Zacharie Robichon      | 1–4     |
| Vista AF Corse         | Ferrari 296 GT3              | Ferrari F163CE (en) 3.0 L Turbo V6    | G | 21 | François Heriau        | 1–4     |
| Vista AF Corse         | Ferrari 296 GT3              | Ferrari F163CE (en) 3.0 L Turbo V6    | G | 21 | Simon Mann             | 1–4     |
| Vista AF Corse         | Ferrari 296 GT3              | Ferrari F163CE (en) 3.0 L Turbo V6    | G | 21 | Alessio Rovera         | 1–4     |
| Vista AF Corse         | Ferrari 296 GT3              | Ferrari F163CE (en) 3.0 L Turbo V6    | G | 54 | Francesco Castellacci  | 1–4     |
| Vista AF Corse         | Ferrari 296 GT3              | Ferrari F163CE (en) 3.0 L Turbo V6    | G | 54 | Thomas Flohr           | 1–4     |
| Vista AF Corse         | Ferrari 296 GT3              | Ferrari F163CE (en) 3.0 L Turbo V6    | G | 54 | Davide Rigon           | 1–4     |
| The Bend Team WRT      | BMW M4 GT3 EVO               | BMW P58 3.0 L Turbo I6                | G | 31 | Timur Boguslavskiy     | 1–4     |
| The Bend Team WRT      | BMW M4 GT3 EVO               | BMW P58 3.0 L Turbo I6                | G | 31 | Augusto Farfus         | 1–4     |
| The Bend Team WRT      | BMW M4 GT3 EVO               | BMW P58 3.0 L Turbo I6                | G | 31 | Yasser Shahin (en)     | 1–4     |
| Team WRT               | BMW M4 GT3 EVO               | BMW P58 3.0 L Turbo I6                | G | 46 | Ahmad Al Harthy        | 1–4     |
| Team WRT               | BMW M4 GT3 EVO               | BMW P58 3.0 L Turbo I6                | G | 46 | Valentino Rossi        | 1–4     |
| Team WRT               | BMW M4 GT3 EVO               | BMW P58 3.0 L Turbo I6                | G | 46 | Kelvin van der Linde   | 1–4     |
| TF Sport               | Chevrolet Corvette Z06 GT3.R | Chevrolet LT6.R 5.5 L V8              | G | 33 | Jonny Edgar            | 1–4     |
| TF Sport               | Chevrolet Corvette Z06 GT3.R | Chevrolet LT6.R 5.5 L V8              | G | 33 | Daniel Juncadella      | 1–4     |
| TF Sport               | Chevrolet Corvette Z06 GT3.R | Chevrolet LT6.R 5.5 L V8              | G | 33 | Ben Keating            | 1–4     |
| TF Sport               | Chevrolet Corvette Z06 GT3.R | Chevrolet LT6.R 5.5 L V8              | G | 81 | Rui Andrade            | 1–4     |
| TF Sport               | Chevrolet Corvette Z06 GT3.R | Chevrolet LT6.R 5.5 L V8              | G | 81 | Charlie Eastwood       | 1–4     |
| TF Sport               | Chevrolet Corvette Z06 GT3.R | Chevrolet LT6.R 5.5 L V8              | G | 81 | Tom van Rompuy         | 1–4     |
| United Autosports      | McLaren 720S GT3             | McLaren M840T 4.0 L Turbo V8          | G | 59 | Sébastien Baud (en)    | 1–4     |
| United Autosports      | McLaren 720S GT3             | McLaren M840T 4.0 L Turbo V8          | G | 59 | James Cottingham       | 1–4     |
| United Autosports      | McLaren 720S GT3             | McLaren M840T 4.0 L Turbo V8          | G | 59 | Grégoire Saucy         | 1–4     |
| United Autosports      | McLaren 720S GT3             | McLaren M840T 4.0 L Turbo V8          | G | 95 | Sean Gelael            | 1–4     |
| United Autosports      | McLaren 720S GT3             | McLaren M840T 4.0 L Turbo V8          | G | 95 | Darren Leung (en)      | 1–4     |
| United Autosports      | McLaren 720S GT3             | McLaren M840T 4.0 L Turbo V8          | G | 95 | Marino Sato            | 1–4     |
| Iron Lynx              | Mercedes-AMG GT3             | Mercedes-AMG M159 6.2 L V8            | G | 60 | Matteo Cairoli         | 1–3     |
| Iron Lynx              | Mercedes-AMG GT3             | Mercedes-AMG M159 6.2 L V8            | G | 60 | Matteo Cressoni        | 1–2     |
| Iron Lynx              | Mercedes-AMG GT3             | Mercedes-AMG M159 6.2 L V8            | G | 60 | Claudio Schiavoni      | 1–2     |
| Iron Lynx              | Mercedes-AMG GT3             | Mercedes-AMG M159 6.2 L V8            | G | 60 | Brenton Grove          | 3       |
| Iron Lynx              | Mercedes-AMG GT3             | Mercedes-AMG M159 6.2 L V8            | G | 60 | Stephen Grove          | 3       |
| Iron Lynx              | Mercedes-AMG GT3             | Mercedes-AMG M159 6.2 L V8            | G | 60 | Andrew Gilbert         | 4       |
| Iron Lynx              | Mercedes-AMG GT3             | Mercedes-AMG M159 6.2 L V8            | G | 60 | Lorcan Hanafin         | 4       |
| Iron Lynx              | Mercedes-AMG GT3             | Mercedes-AMG M159 6.2 L V8            | G | 60 | Fran Rueda             | 4       |
| Iron Lynx              | Mercedes-AMG GT3             | Mercedes-AMG M159 6.2 L V8            | G | 61 | Lin Hodenius           | 1–4     |
| Iron Lynx              | Mercedes-AMG GT3             | Mercedes-AMG M159 6.2 L V8            | G | 61 | Maxime Martin          | 1–4     |
| Iron Lynx              | Mercedes-AMG GT3             | Mercedes-AMG M159 6.2 L V8            | G | 61 | Christian Ried         | 1–2     |
| Iron Lynx              | Mercedes-AMG GT3             | Mercedes-AMG M159 6.2 L V8            | G | 61 | Martin Berry           | 3–4     |
| Proton Competition     | Ford Mustang GT3             | Ford Coyote 5.4 L V8                  | G | 77 | Ben Barker             | 1–4     |
| Proton Competition     | Ford Mustang GT3             | Ford Coyote 5.4 L V8                  | G | 77 | Bernardo Sousa (en)    | 1–4     |
| Proton Competition     | Ford Mustang GT3             | Ford Coyote 5.4 L V8                  | G | 77 | Ben Tuck               | 1–4     |
| Proton Competition     | Ford Mustang GT3             | Ford Coyote 5.4 L V8                  | G | 88 | Stefano Gattuso        | 1–4     |
| Proton Competition     | Ford Mustang GT3             | Ford Coyote 5.4 L V8                  | G | 88 | Giammarco Levorato     | 1–4     |
| Proton Competition     | Ford Mustang GT3             | Ford Coyote 5.4 L V8                  | G | 88 | Dennis Olsen           | 1–4     |
| Akkodis ASP Team       | Lexus RC F GT3               | Lexus 2UR-GSE 5.0 L V8                | G | 78 | Finn Gehrsitz          | 1–4     |
| Akkodis ASP Team       | Lexus RC F GT3               | Lexus 2UR-GSE 5.0 L V8                | G | 78 | Arnold Robin           | 1–4     |
| Akkodis ASP Team       | Lexus RC F GT3               | Lexus 2UR-GSE 5.0 L V8                | G | 78 | Ben Barnicoat          | 1       |
| Akkodis ASP Team       | Lexus RC F GT3               | Lexus 2UR-GSE 5.0 L V8                | G | 78 | Esteban Masson         | 2       |
| Akkodis ASP Team       | Lexus RC F GT3               | Lexus 2UR-GSE 5.0 L V8                | G | 78 | Yuichi Nakayama        | 3       |
| Akkodis ASP Team       | Lexus RC F GT3               | Lexus 2UR-GSE 5.0 L V8                | G | 78 | Jack Hawksworth        | 4       |
| Akkodis ASP Team       | Lexus RC F GT3               | Lexus 2UR-GSE 5.0 L V8                | G | 87 | José María López       | 1–4     |
| Akkodis ASP Team       | Lexus RC F GT3               | Lexus 2UR-GSE 5.0 L V8                | G | 87 | Clemens Schmid (en)    | 1–4     |
| Akkodis ASP Team       | Lexus RC F GT3               | Lexus 2UR-GSE 5.0 L V8                | G | 87 | Răzvan Umbrărescu (en) | 1–4     |
| Iron Dames (en)        | Porsche 911 GT3 R            | Porsche M97/80 4.2 L Flat-6           | G | 85 | Rahel Frey             | 1–4     |
| Iron Dames (en)        | Porsche 911 GT3 R            | Porsche M97/80 4.2 L Flat-6           | G | 85 | Michelle Gatting       | 1–4     |
| Iron Dames (en)        | Porsche 911 GT3 R            | Porsche M97/80 4.2 L Flat-6           | G | 85 | Célia Martin (en)      | 1–4     |
| Manthey 1st Phorm      | Porsche 911 GT3 R            | Porsche M97/80 4.2 L Flat-6           | G | 92 | Ryan Hardwick          | 1–4     |
| Manthey 1st Phorm      | Porsche 911 GT3 R            | Porsche M97/80 4.2 L Flat-6           | G | 92 | Richard Lietz          | 1–4     |
| Manthey 1st Phorm      | Porsche 911 GT3 R            | Porsche M97/80 4.2 L Flat-6           | G | 92 | Riccardo Pera          | 1–4     |

## Résultats et classements

### Vainqueurs et pole positions
Le tableau suivant répertorie les équipages du championnat du monde les mieux classés pour chaque course. Il est possible que des pilotes non inscrits au championnat aient fini mieux classés.
| N° | Course       | Hypercar                                           | Hypercar                                              | LMGT3                                                                             | LMGT3                                                       |
| N° | Course       | HyperPole                                          | Vainqueur                                             | HyperPole - Qualification bronze                                                  | Vainqueur                                                   |
| -- | ------------ | -------------------------------------------------- | ----------------------------------------------------- | --------------------------------------------------------------------------------- | ----------------------------------------------------------- |
| 1  | 1812km Qatar | Ferrari AF Corse #51                               | Ferrari AF Corse #50                                  | United Autosports #95                                                             | TF Sport #33                                                |
| 1  | 1812km Qatar | Antonio Giovinazzi ⏲ 1:38.359                      | Antonio Fuoco Miguel Molina Nicklas Nielsen           | HP: Sean Gelael ⏲ 1:54.239 BQ: Darren Leung 1:54.851                              | Daniel Juncadella Jonny Edgar Ben Keating                   |
| 2  | 6h Imola     | Ferrari AF Corse #51                               | Ferrari AF Corse #51                                  | Team WRT #46                                                                      | Manthey 1st Phorm #92                                       |
| 2  | 6h Imola     | Antonio Giovinazzi ⏲ 1:28.920                      | James Calado Antonio Giovinazzi Alessandro Pier Guidi | HP: Valentino Rossi ⏲ 1:42.355 BQ: Ahmad Al Harthy 1:42.731                       | Ryan Hardwick Richard Lietz Riccardo Pera                   |
| 3  | 6h Spa       | Ferrari AF Corse #50                               | Ferrari AF Corse #51                                  | Akkodis ASP Team #78                                                              | Vista AF Corse #21                                          |
| 3  | 6h Spa       | Antonio Fuoco ⏲ 1:59.617                           | James Calado Antonio Giovinazzi Alessandro Pier Guidi | HP: Finn Gehrsitz ⏲ 2:17.732 BQ: Arnold Robin 2:19.497                            | François Hériau Simon Mann Alessio Rovera                   |
| 4  | 24h Le Mans  | Cadillac Hertz Team Jota #12                       | AF Corse #83                                          | THOR Team #27                                                                     | Manthey 1st Phorm #92                                       |
| 4  | 24h Le Mans  | HP2: Alex Lynn 3:23.166 HP1: Will Stevens 3:23.641 | Phil Hanson Robert Kubica Yifei Ye                    | HP2: Mattia Drudi 3:52.789 HP1: Zacharie Robichon 3:54.718 BQ: Ian James 2:19.652 | Ryan Hardwick Richard Lietz Riccardo Pera                   |
| 5  | 6h São Paulo | Cadillac Hertz Team Jota #12                       | Cadillac Hertz Team Jota #12                          | Racing Spirit of Léman #10                                                        | Akkodis ASP Team #87                                        |
| 5  | 6h São Paulo | Alex Lynn ⏲ 1:22.570                               | Alex Lynn Norman Nato Will Stevens                    | HP: Eduardo Barrichello ⏲ 1:33.849 BQ: Anthony McIntosh 1:35.340                  | José María López Răzvan Umbrărescu (en) Clemens Schmid (en) |
| 6  | 6h Austin    |                                                    |                                                       |                                                                                   |                                                             |
| 6  | 6h Austin    |                                                    |                                                       |                                                                                   |                                                             |
| 7  | 6h Fuji      |                                                    |                                                       |                                                                                   |                                                             |
| 7  | 6h Fuji      |                                                    |                                                       |                                                                                   |                                                             |
| 8  | 6h Bahreïn   |                                                    |                                                       |                                                                                   |                                                             |
| 8  | 6h Bahreïn   |                                                    |                                                       |                                                                                   |                                                             |

### Attribution des  points
| Durée       | 1er | 2e | 3e | 4e | 5e | 6e | 7e | 8e | 9e | 10e | PP  |
| ----------- | --- | -- | -- | -- | -- | -- | -- | -- | -- | --- | --- |
| 6 heures    | 25  | 18 | 15 | 12 | 10 | 8  | 6  | 4  | 2  | 1   | + 1 |
| 8-10 heures | 38  | 27 | 23 | 18 | 15 | 12 | 9  | 6  | 3  | 2   | + 1 |
| 24 heures   | 50  | 36 | 30 | 24 | 20 | 16 | 12 | 8  | 4  | 2   | + 1 |

### Championnat du monde d'endurance

#### Constructeur champion du monde d'endurance des Hypercars
| Pos. | Constructeur | N°   | QAT10h | IMO6h | SPA6h | LMS24h | SÃO6h | COA6h | FUJ6h | BHR6h | Points |
| ---- | ------------ | ---- | ------ | ----- | ----- | ------ | ----- | ----- | ----- | ----- | ------ |
| 1    | Ferrari      | #51  | 2+1    | 1+1   | 1     | 2      | 9     |       |       |       | 175    |
| 1    | Ferrari      | #50  | 1      | 13    | 2+1   | Dsq.   | 10    |       |       |       | 175    |
| 2    | Cadillac     | #12  | 7      | 9     | 5     | 3+1    | 1+1   |       |       |       | 120    |
| 2    | Cadillac     | #38  | 14     | 14    | 6     | 6      | 2     |       |       |       | 120    |
| 3    | Porsche      | #6   | 10     | 7     | 9     | 1      | 4     |       |       |       | 111    |
| 3    | Porsche      | #5   | 9      | 10    | 12    | 5      | 3     |       |       |       | 111    |
| 4    | Toyota       | #8   | 4      | 4     | 4     | 12     | 13    |       |       |       | 95     |
| 4    | Toyota       | #7   | 5      | 6     | 7     | 4      | 12    |       |       |       | 95     |
| 5    | BMW          | #15  | 3      | 5     | 10    | 15     | 15    |       |       |       | 74     |
| 5    | BMW          | #20  | 6      | 2     | Ret   | 14     | 5     |       |       |       | 74     |
| 6    | Alpine       | #36  | 12     | 3     | 3     | 8      | 8     |       |       |       | 58     |
| 6    | Alpine       | #35  | 13     | 12    | 8     | 7      | 16    |       |       |       | 58     |
| 7    | Peugeot      | #93  | 8      | 8     | 11    | 13     | 7     |       |       |       | 28     |
| 7    | Peugeot      | #94  | 11     | 11    | Ret   | 9      | 6     |       |       |       | 28     |
| 8    | Aston Martin | #009 | 15     | 15    | 14    | 10     | 11    |       |       |       | 2      |
| 8    | Aston Martin | #007 | Ret    | 16    | 13    | 11     | 14    |       |       |       | 2      |

#### Coupe du Monde FIA des Équipes Hypercar
| Pos. | Constructeur | Écurie                 | QAT10h | IMO6h | SPA6h | LMS24h | SÃO6h | COA6h | FUJ6h | BHR6h | Points |
| ---- | ------------ | ---------------------- | ------ | ----- | ----- | ------ | ----- | ----- | ----- | ----- | ------ |
| 1    | Ferrari      | #83 AF Corse           | 1      | 1     | 1     | 1      | 1     |       |       |       | 153    |
| 2    | Porsche      | #99 Proton Competition | 2      | 2     | Abd.  | 2      | 2     |       |       |       | 99     |

#### Pilotes champion du monde d'endurance des Hypercars
| Pos. | Constructeur              | N°   | Pilotes                                               | QAT10h | IMO6h | SPA6h | LMS24h | SÃO6h | COA6h | FUJ6h | BHR6h | Points |
| ---- | ------------------------- | ---- | ----------------------------------------------------- | ------ | ----- | ----- | ------ | ----- | ----- | ----- | ----- | ------ |
| 1    | Ferrari AF Corse          | #51  | Alessandro Pier Guidi Antonio Giovinazzi James Calado | 3+1    | 1+1   | 1     | 3      | 11    |       |       |       | 105    |
| 2    | AF Corse                  | #83  | Phil Hanson Robert Kubica Ye Yifei                    | 2      | 4     | 15    | 1      | 8     |       |       |       | 93     |
| 3    | Cadillac Hertz Team Jota  | #12  | Alex Lynn Norman Nato Will Stevens                    | 8      | 10    | 5     | 4+1    | 1+1   |       |       |       | 68     |
| 4    | Ferrari AF Corse          | #50  | Antonio Fuoco Miguel Molina Nicklas Nielsen           | 1      | 15    | 2+1   | Dsq.   | 12    |       |       |       | 57     |
| 5    | Porsche Penske Motorsport | #6   | Kévin Estre Laurens Vanthoor                          | 11     | 8     | 9     | 2      | 4     |       |       |       | 54     |
| 6    | Toyota Gazoo Racing       | #7   | Kamui Kobayashi Mike Conway Nyck de Vries             | 6      | 7     | 7     | 5      | 14    |       |       |       | 44     |
| 7    | Porsche Penske Motorsport | #6   | Matt Campbell                                         | 11     | 8     |       | 2      |       |       |       |       | 40     |
| 8    | Cadillac Hertz Team Jota  | #38  | Earl Bamber Jenson Button Sébastien Bourdais          | 16     | 16    | 6     | 7      | 2     |       |       |       | 38     |
| 9    | BMW M Team WRT            | #20  | René Rast                                             | 7      | 2     | Abd.  | 17     | 5     |       |       |       | 37     |
| 10   | BMW M Team WRT            | #20  | Sheldon van der Linde                                 | 7      | 2     |       | 17     | 5     |       |       |       | 37     |
| 11   | Toyota Gazoo Racing       | #8   | Brendon Hartley Ryō Hirakawa                          | 5      | 5     | 4     | 15     | 15    |       |       |       | 37     |
| 12   | Toyota Gazoo Racing       | #8   | Sébastien Buemi                                       | 5      | 5     | 4     | 15     |       |       |       |       | 37     |
| 13   | Alpine Endurance Team     | #36  | Frédéric Makowiecki Jules Gounon Mick Schumacher      | 13     | 3     | 3     | 10     | 9     |       |       |       | 34     |
| 14   | Porsche Penske Motorsport | #5   | Julien Andlauer Michael Christensen                   | 10     | 11    | 12    | 6      | 3     |       |       |       | 33     |
| 15   | BMW M Team WRT            | #20  | Robin Frijns                                          | 7      | 2     | Abd.  | 17     |       |       |       |       | 27     |
| 16   | BMW M Team WRT            | #15  | Kevin Magnussen Raffaele Marciello                    | 4      | 6     | 10    | 18     | 17    |       |       |       | 27     |
| 17   | BMW M Team WRT            | #15  | Dries Vanthoor                                        | 4      | 6     |       | 18     | 17    |       |       |       | 26     |
| 18   | Porsche Penske Motorsport | #5   | Mathieu Jaminet                                       | 10     | 11    |       | 6      |       |       |       |       | 18     |
| 19   | Peugeot TotalEnergies     | #93  | Mikkel Jensen Paul di Resta                           | 9      | 9     | 11    | 16     | 7     |       |       |       | 11     |
| 20   | BMW M Team WRT            | #20  | Marco Wittmann                                        |        |       |       |        | 5     |       |       |       | 10     |
| 21   | Peugeot TotalEnergies     | #94  | Loïc Duval Malthe Jakobsen                            | 12     | 12    | Abd.  | 11     | 6     |       |       |       | 8      |
| 22   | Alpine Endurance Team     | #35  | Charles Milesi Ferdinand Habsburg Paul-Loup Chatin    | 14     | 13    | 8     | 9      | 18    |       |       |       | 8      |
| 23   | Peugeot TotalEnergies     | #93  | Jean-Éric Vergne                                      | 9      | 9     | 11    | 16     |       |       |       |       | 5      |
| 24   | Porsche Penske Motorsport | #6   | Pascal Wehrlein                                       |        |       | 9     |        |       |       |       |       | 2      |
| 25   | Proton Competition        | #99  | Neel Jani Nico Pino Nicolàs Varrone (en)              | 15     | 14    | Abd.  | 13     | 10    |       |       |       | 1      |
| 26   | Peugeot TotalEnergies     | #94  | Stoffel Vandoorne                                     | 12     | 12    | Abd.  | 11     |       |       |       |       | 0      |
| 27   | Aston Martin THOR Team    | #009 | Alex Riberas Marco Sørensen                           | 17     | 17    | 14    | 12     | 13    |       |       |       | 0      |
| 28   | Aston Martin THOR Team    | #009 | Roman De Angelis (en)                                 | 17     |       |       | 12     |       |       |       |       | 0      |
| 29   | Porsche Penske Motorsport | #5   | Nico Müller                                           |        |       | 12    |        |       |       |       |       | 0      |
| 30   | Aston Martin THOR Team    | #007 | Harry Tincknell Tom Gamble                            | Abd.   | 18    | 13    | 14     | 16    |       |       |       | 0      |
| 31   | Aston Martin THOR Team    | #007 | Ross Gunn (en)                                        | Abd.   |       |       | 14     |       |       |       |       | 0      |

### TrophéesEndurance FIA

#### Trophée Endurance pour les équipes LMGT3
| Pos. | Équipe                     | QAT10h | IMO6h | SPA6h | LMS24h | SÃO6h | COA6h | FUJ6h | BHR6h | Points |
| ---- | -------------------------- | ------ | ----- | ----- | ------ | ----- | ----- | ----- | ----- | ------ |
| 1    | #92 Manthey 1st Phorm      | 12     | 1     | 7     | 1      | 6     |       |       |       | 89     |
| 2    | #21 Vista AF Corse         | 5      | Abd.  | 1     | 2      | 13    |       |       |       | 76     |
| 3    | #33 TF Sport               | 1      | 7     | 13    | 6      | 7     |       |       |       | 66     |
| 4    | #87 Akkodis ASP Team       | Abd.   | 4     | Abd.  | 5      | 1     |       |       |       | 57     |
| 5    | #81 TF Sport               | Abd.   | 6     | 14    | 3      | 2     |       |       |       | 56     |
| 6    | #78 Akkodis ASP Team       | 4      | 3     | 8+1   | Abd.   | 5     |       |       |       | 48     |
| 7    | #27 Heart of Racing Team   | 6      | Abd.  | 5     | 4+1    | 14    |       |       |       | 47     |
| 8    | #59 United Autosports      | 2      | 14    | 15    | 11     | 8     |       |       |       | 31     |
| 9    | #54 Vista AF Corse         | 8      | 5     | 3     | Abd.   | 11    |       |       |       | 31     |
| 14   | #10 Racing Spirit of Léman | 9      | 11    | 6     | 9      | 3+1   |       |       |       | 31     |
| 10   | #77 Proton Competition     | Abd.   | 10    | 4     | 7      | Abd.  |       |       |       | 25     |
| 12   | #31 Team WRT               | 3      | 12    | Abd.  | Abd.   | 12    |       |       |       | 23     |
| 13   | #46 Team WRT               | 11     | 2+1   | 9     | Abd.   | 10    |       |       |       | 22     |
| 14   | #88 Proton Competition     | 10     | 16    | 2     | Abd.   | Abd.  |       |       |       | 20     |
| 15   | #85 Iron Dames             | 13     | 8     | 10    | 10     | 4     |       |       |       | 19     |
| 16   | #95 United Autosports      | 7+1    | 9     | Abd.  | Abd.   | 9     |       |       |       | 14     |
| 17   | #61 Iron Lynx              | Abd.   | 13    | 11    | 8      | Abd.  |       |       |       | 8      |
| 18   | #60 Iron Lynx              | Nc.    | 15    | 12    | Abd.   | 15    |       |       |       | 0      |

#### Trophée Endurance des pilotes LMGT3
| Pos. | Pilote                   | Écurie                 | QAT10h | IMO6h | SPA6h | LMS24h | SÃO6h | COA6h | FUJ6h | BHR6h | Points |
| ---- | ------------------------ | ---------------------- | ------ | ----- | ----- | ------ | ----- | ----- | ----- | ----- | ------ |
| 1    | Ryan Hardwick            | Manthey 1st Phorm      | 12     | 1     | 7     | 1      | 6     |       |       |       | 89     |
| 1    | Richard Lietz            | Manthey 1st Phorm      | 12     | 1     | 7     | 1      | 6     |       |       |       | 89     |
| 1    | Riccardo Pera            | Manthey 1st Phorm      | 12     | 1     | 7     | 1      | 6     |       |       |       | 89     |
| 2    | François Hériau          | Vista AF Corse         | 5      | Abd.  | 1     | 2      | 13    |       |       |       | 76     |
| 2    | Simon Mann               | Vista AF Corse         | 5      | Abd.  | 1     | 2      | 13    |       |       |       | 76     |
| 2    | Alessio Rovera           | Vista AF Corse         | 5      | Abd.  | 1     | 2      | 13    |       |       |       | 76     |
| 3    | Daniel Juncadella        | TF Sport               | 1      | 7     | 13    | 6      | 7     |       |       |       | 66     |
| 3    | Jonny Edgar              | TF Sport               | 1      | 7     | 13    | 6      | 7     |       |       |       | 66     |
| 3    | Ben Keating              | TF Sport               | 1      | 7     | 13    | 6      | 7     |       |       |       | 66     |
| 4    | José María López         | Akkodis ASP Team       | Abd.   | 4     | Abd.  | 5      | 1     |       |       |       | 57     |
| 4    | Răzvan Umbrărescu (en)   | Akkodis ASP Team       | Abd.   | 4     | Abd.  | 5      | 1     |       |       |       | 57     |
| 4    | Clemens Schmid (en)      | Akkodis ASP Team       | Abd.   | 4     | Abd.  | 5      | 1     |       |       |       | 57     |
| 5    | Charlie Eastwood         | TF Sport               | Abd.   | 6     | 14    | 3      | 2     |       |       |       | 56     |
| 5    | Rui Andrade              | TF Sport               | Abd.   | 6     | 14    | 3      | 2     |       |       |       | 56     |
| 5    | Tom van Rompuy           | TF Sport               | Abd.   | 6     | 14    | 3      | 2     |       |       |       | 56     |
| 6    | Arnold Robin             | Akkodis ASP Team       | 4      | 3     | 8     | Abd.   | 5     |       |       |       | 48     |
| 6    | Finn Gehrsitz            | Akkodis ASP Team       | 4      | 3     | 8     | Abd.   | 5     |       |       |       | 48     |
| 7    | Ian James                | Heart of Racing Team   | 6      | Abd.  | 5     | 4      | 14    |       |       |       | 47     |
| 7    | Mattia Drudi (en)        | Heart of Racing Team   | 6      | Abd.  | 5     | 4      | 14    |       |       |       | 47     |
| 7    | Zacharie Robichon        | Heart of Racing Team   | 6      | Abd.  | 5     | 4      | 14    |       |       |       | 47     |
| 8    | Grégoire Saucy           | United Autosports      | 2      | 14    | 15    | 11     | 8     |       |       |       | 31     |
| 8    | Sébastien Baud (en)      | United Autosports      | 2      | 14    | 15    | 11     | 8     |       |       |       | 31     |
| 8    | James Cottingham         | United Autosports      | 2      | 14    | 15    | 11     | 8     |       |       |       | 31     |
| 9    | Francesco Castellacci    | Vista AF Corse         | 8      | 5     | 3     | Abd.   | 11    |       |       |       | 31     |
| 9    | Thomas Flohr             | Vista AF Corse         | 8      | 5     | 3     | Abd.   | 11    |       |       |       | 31     |
| 9    | Davide Rigon             | Vista AF Corse         | 8      | 5     | 3     | Abd.   | 11    |       |       |       | 31     |
| 10   | Valentin Hasse-Clot (de) | Racing Spirit of Léman | 9      | 11    | 6     | 9      | 3+1   |       |       |       | 31     |
| 10   | Eduardo Barrichello      | Racing Spirit of Léman | 9      | 11    | 6     | 9      | 3+1   |       |       |       | 31     |
| 11   | Benjamin Barker          | Proton Competition     | Abd.   | 10    | 4     | 7      | Abd.  |       |       |       | 25     |
| 11   | Ben Tuck                 | Proton Competition     | Abd.   | 10    | 4     | 7      | Abd.  |       |       |       | 25     |
| 11   | Bernardo Sousa (en)      | Proton Competition     | Abd.   | 10    | 4     | 7      | Abd.  |       |       |       | 25     |
| 12   | Augusto Farfus           | Team WRT               | 3      | 12    | Abd.  | Abd.   | 12    |       |       |       | 23     |
| 12   | Timur Boguslavskiy       | Team WRT               | 3      | 12    | Abd.  | Abd.   | 12    |       |       |       | 23     |
| 12   | Yasser Shahin (en)       | Team WRT               | 3      | 12    | Abd.  | Abd.   | 12    |       |       |       | 23     |
| 13   | Kelvin van der Linde     | Team WRT               | 11     | 2     | 9     | Abd.   | 10    |       |       |       | 22     |
| 13   | Valentino Rossi          | Team WRT               | 11     | 2     | 9     | Abd.   | 10    |       |       |       | 22     |
| 13   | Ahmad Al Harthy          | Team WRT               | 11     | 2     | 9     | Abd.   | 10    |       |       |       | 22     |
| 14   | Dennis Olsen             | Proton Competition     | 10     | 16    | 2     | Abd.   | Abd.  |       |       |       | 20     |
| 14   | Giammarco Levorato       | Proton Competition     | 10     | 16    | 2     | Abd.   | Abd.  |       |       |       | 20     |
| 14   | Stefano Gattuso (en)     | Proton Competition     | 10     | 16    | 2     | Abd.   | Abd.  |       |       |       | 20     |
| 15   | Rahel Frey               | Iron Dames             | 13     | 8     | 10    | 10     | 4     |       |       |       | 19     |
| 15   | Michelle Gatting         | Iron Dames             | 13     | 8     | 10    | 10     | 4     |       |       |       | 19     |
| 15   | Célia Martin (en)        | Iron Dames             | 13     | 8     | 10    | 10     | 4     |       |       |       | 19     |
| 16   | Ben Barnicoat            | Akkodis ASP Team       | 4      |       |       |        |       |       |       |       | 18     |
| 17   | Anthony McIntosh         | Akkodis ASP Team       |        |       |       |        | 3+1   |       |       |       | 16     |
| 18   | Esteban Masson           | Akkodis ASP Team       |        | 3     |       |        |       |       |       |       | 15     |
| 19   | Derek DeBoer             | Racing Spirit of Léman | 9      | 11    | 6     | 9      |       |       |       |       | 15     |
| 20   | Yuichi Nakayama (en)     | Akkodis ASP Team       |        |       | 8     |        | 5     |       |       |       | 15     |
| 21   | Marino Sato              | United Autosports      | 7      | 9     | Abd.  | Abd.   | 9     |       |       |       | 14     |
| 21   | Darren Leung (en)        | United Autosports      | 7      | 9     | Abd.  | Abd.   | 9     |       |       |       | 14     |
| 21   | Sean Gelael              | United Autosports      | 7      | 9     | Abd.  | Abd.   | 9     |       |       |       | 14     |
| 22   | Lin Hodenius             | Iron Lynx              | Abd.   | 13    | 11    | 8      | Abd.  |       |       |       | 8      |
| 22   | Maxime Martin            | Iron Lynx              | Abd.   | 13    | 11    | 8      | Abd.  |       |       |       | 8      |
| 23   | Christian Ried           | Iron Lynx              | Abd.   | 13    | 11    | 8      |       |       |       |       | 8      |
| 24   | Claudio Schiavoni        | Iron Lynx              | Nc.    | 15    | 12    |        |       |       |       |       | 0      |
| 24   | Matteo Cressoni          | Iron Lynx              | Nc.    | 15    | 12    |        |       |       |       |       | 0      |
| 24   | Matteo Cairoli           | Iron Lynx              | Nc.    | 15    | 12    |        |       |       |       |       | 0      |
| 25   | Andrew Gilbert           | Iron Lynx              |        |       |       | Abd.   | 15    |       |       |       | 0      |
| 25   | Lorcan Hanafin           | Iron Lynx              |        |       |       | Abd.   | 15    |       |       |       | 0      |
| 25   | Fran Rueda               | Iron Lynx              |        |       |       | Abd.   | 15    |       |       |       | 0      |
| NC   | Jack Hawksworth          | Akkodis ASP Team       |        |       |       | Abd.   |       |       |       |       | 0      |
| NC   | Martin Berry             | Iron Lynx              |        |       |       |        | Abd.  |       |       |       | 0      |